# Komae
Komae (japanska: 狛江市?, Komae-shi) är en stad i västra delen av Tokyo prefektur i Japan. Staden fick stadsrättigheter 1970.

## Borgmästare
- 3. Kin'yū Ishii, 3 juli 1984–6 juli 1996
- 4. Yutaka Yano, 7 juli 1996–6 juli 2012
- 5. Kunihiko Takahashi, partilös, 7 juli 2012–4 juni 2018
- 6. Toshio Matsubara, partilös, 22 juli 2018–

Denna lista hämtas från Wikidata. Informationen kan ändras där.